# Луценко, Юрий Витальевич
Ю́рий Вита́льевич Луце́нко (укр. Юрій Віталійович Луценко; род. 14 декабря 1964, Ровно) — украинский политик и государственный деятель.
Народный депутат Украины IV созыва (2002—2005), министр внутренних дел Украины (4 февраля 2005 — 1 декабря 2006, 18 декабря 2007 — 29 января 2010), народный депутат Украины VI созыва (2007), народный депутат Украины VIII созыва (2014—2016), генеральный прокурор Украины (2016—2019).
Активный участник акции «Украина без Кучмы» (2000—2001), «Оранжевой революции» (2004) и Евромайдана (2013—2014).

## Биография
Юрий Луценко родился 14 декабря 1964 года в городе Ровно. Его отец — Виталий Иванович Луценко, партийный работник. Он способствовал началу политической карьеры сына, познакомив его с Александром Морозом, лидером Социалистической партии Украины.
В 1990 году Мороз был избран народным депутатом Украины от КПСС и стал лидером коммунистического большинства в Верховном совете Украины (так называемая «Группа 239»). Социалистическую партию он создал и возглавил в связи с тем, что КПСС на Украине с октября 1991 года была запрещена.
В 1989 году Луценко окончил факультет электронной техники Львовского политехнического института. По образованию — инженер электронной техники. В перерыве между учёбой (в 1984—1986 годах) отслужил в армии.
В период с 1989 по 1994 год — мастер участка, начальник тех/бюро цеха, главный конструктор Ровенского завода «Газотрон».

### Политическая деятельность
В 1991 году вступил в Социалистическую партию Украины (СПУ).
С 1994 года — заместитель главы Ровенского областного совета, с 1996 года — начальник управления экономики Ровенской областной государственной администрации. Тогда же, в 1996 году, стал секретарём Политсовета СПУ (1996—1998).
С 20 сентября 1997 по 11 сентября 1998 года занимал пост заместителя министра Украины по делам науки и технологий. В марте 1998 года баллотировался в Верховную раду по избирательному округу № 152 в Ровенской области, но не прошёл. С сентября 1998 по апрель 1999 года работал помощником премьер-министра Украины Валерия Пустовойтенко, в 1999—2002 годах — помощником-консультантом лидера СПУ Александра Мороза в секретариате Верховной рады. В 2000—2005 годах — главный редактор оппозиционного издания «Грани +».
Вместе с Александром Морозом участвовал в обнародовании содержания аудиозаписей майора Мельниченко, а с декабря 2000 года стал сопредседателем акции «Украина без Кучмы». Протесты в конце концов были жёстко подавлены силами милиции и спецподразделений. Через много лет после этих событий в одном из своих интервью Юрий Луценко признаёт, что во время допросов по делу о беспорядках он вёл себя «честно, но глупо». Сам Луценко утверждал, что со всеми осуждёнными участниками акции «Украина без Кучмы» у него сохранились нормальные человеческие отношения.
В мае 2002 года Луценко был избран в Верховную раду (номер 3 в списке СПУ). В Раде он стал членом комитета по вопросам строительства, транспорта и связи (позднее, комитет по вопросам строительства, транспорта, жилищно-коммунального хозяйства и связи), но, будучи уже одним из лидеров СПУ и революционером, сосредоточился не на коммунальном хозяйстве, а на жёсткой оппозиции президенту Леониду Кучме, продолжая тем самым линию Александра Мороза. Сразу же после избрания депутатом, в июне 2002 года, Луценко во время выступления президента в парламенте с ежегодным посланием вручил тому плетёные лапти со словами: «На дорожку в Европу». Кучма, впрочем, выбросил лапти в зал, сказав Луценко: «Надо же что-то в голове иметь», и как ни в чём не бывало продолжил выступление. Но популярности Луценко это не убавило.

### «Оранжевая революция»
Во время первого Майдана (2004) Социалистическая партия Александра Мороза поддержала Виктора Ющенко, а Юрий Луценко как «полевой командир» с опытом стал комендантом палаточного городка. Это не только выделило его из общей массы лидеров акций протеста, но и заметно сблизило с руководством «Нашей Украины» — в том числе с Петром Порошенко. Хотя формально Луценко оставался в СПУ, но фактически всё более отходил к политическому лагерю Ющенко.
После победы Ющенко все политические силы, которые его поддержали, получили свои квоты в новом правительстве. Пост главы МВД после долгих торгов отошел к СПУ, и его получил Юрий Луценко — не имевший ни юридического образования, ни опыта правоохранительной работы.

### Министр внутренних дел (2005—2006)
Как вспоминал Луценко, придя в первый день на работу в сопровождении генерала милиции Геннадия Москаля (которого Луценко делегировали в качестве спеца), он застал в здании министерства пустые коридоры. Никто его не встречал, все сотрудники попрятались кто куда. Сам бывший министр Николай Билоконь спешно бежал за границу, бросив своих генералов на произвол судьбы.
После своего назначения в кабинет Юлии Тимошенко в феврале 2005 года Луценко заявлял: «Задача, которую поставил президент, — это борьба с коррупцией в МВД. Первыми моими шагами могут стать аресты тех людей, которые давно известны как коррупционеры в системе МВД». В интервью газете «Известия-Украина» Луценко говорил: «Я назначен политическим терминатором, я не знаком с менталитетом и специфическими сторонами работы милиции. Надеюсь, моих человеческих и политических качеств будет достаточно для сближения с сотрудниками МВД. Я мечтаю через год выступить в Верховной раде и доложить депутатам и президенту: „Милиция с народом“. Это станет лучшим результатом моей работы». Уже 9 февраля Луценко уволил командующего внутренними войсками МВД Украины генерал-лейтенанта Сергея Попкова. Именно по его приказу 28 ноября 2004 года были подняты по тревоге несколько тысяч спецназовцев, которых, как считают лидеры «Оранжевой революции», предполагалось бросить на подавление митингующих.
Предложил ввести публичные «приглашения» свидетелей и подозреваемых на «беседу», которые прижились в следственной практике. Правда, после заявлений по телевидению о «приглашении» на допрос в прокуратуру генерал МВД Алексей Пукач успел скрыться от следствия, а бывший руководитель МВД Юрий Кравченко и министр транспорта и связи Украины Георгий Кирпа застрелились (по официальной версии следствия). Позднее Луценко признал, что практику публичных приглашений следует прекратить, хотя она и давала нужный результат.
Луценко также обещал довести до конца расследование обстоятельств отравления Виктора Ющенко: «Уже известно, кто провозил через границу отраву, какой депутат её сопровождал, какой чиновник приносил её к месту совершения преступления и кто подмешивал её в еду». И это обещание осталось невыполненным. Объясняя это, Луценко ссылался на неэффективность и прямой саботаж расследования «резонансных» уголовных дел со стороны Генеральной прокуратуры Украины, которая, согласно законодательству, осуществляет следствие по делам о большинстве тяжких преступлений, в то время как на органы МВД возложена только функция проведения дознания (первичного сбора доказательств).
Весной 2005 года Луценко санкционировал арест бывшего руководителя Донецкой области, одного из лидеров Партии регионов Бориса Колесникова. Колесников обвинялся в вымогательстве, но после трёх месяцев пребывания в следственном изоляторе был выпущен на свободу. Летом 2005 года Луценко пытался вызвать в МВД донецкого олигарха Рината Ахметова в связи с расследованием его криминального прошлого, однако бизнесмен на допрос не явился, направив лишь письменные объяснения своих адвокатов. В октябре того же года МВД официально признало, что Ахметов перед законом чист.
После отставки Юлии Тимошенко с поста премьера в сентябре 2005 года Луценко сохранил за собой свой пост.
20 января 2006 года Луценко обвинил российские власти в том, что они систематически предоставляют российское гражданство бывшим высокопоставленным украинским чиновникам, объявленным Украиной в международный розыск после «Оранжевой революции». По его словам, российское гражданство получили бывший городской голова Одессы Руслан Боделан, бывший министр внутренних дел Николай Билоконь и бывший управляющий делами президента Кучмы Игорь Бакай. Предоставление российского гражданства фактически означало отказ выдать их Украине, поскольку, согласно российскому законодательству, Россия своих граждан иностранным государствам не выдаёт.
В июле 2006 года в знак протеста против вхождения лидера СПУ Александра Мороза в «антикризисную коалицию» с Партией регионов и КПУ Луценко вышел из СПУ, поскольку, по его словам, она изменила своей истории и идеологии, объединившись с «деятелями кучмизма», — «это уже не демократический социализм, это — олигархический сицилизм».
Тем не менее, уже в августе, когда Луценко вновь был назначен на пост министра внутренних дел, он пообещал работать в правительстве Януковича с той же энергией, с какой он работал в кабинете Еханурова: «Сачковать, прятаться, перестраховываться — никогда не имел такой привычки и не буду иметь и дальше». Он подчеркнул, что намерен довести до конца очистку общества от криминальных элементов.
Луценко не пришёл на процедуру голосования по правительству в Верховной раде в ночь на 5 августа, сославшись на гипертонический криз.
2 ноября 2006 года в Верховной раде была создана временная следственная комиссия для проверки фактов коррупции и злоупотребления служебным положением в МВД. Комиссия рекомендовала правительству отстранить Луценко от выполнения служебных обязанностей министра на два месяца.
20 ноября 2006 года Печерский районный суд Киева, рассмотрев два протокола, представленные Генеральной прокуратурой Украины, признал в действиях Юрия Луценко наличие коррупционных деяний, в то же время отметив отсутствие корыстных мотивов.
На посту министра внутренних дел Юрий Луценко наградил именным оружием 156 человек, причём первым именной пистолет менее чем через два месяца после своего назначения — 17 марта 2005 года — получил сам Луценко.

### Политическая деятельность (2007—2012)
1 декабря 2006 года Верховная рада Украины отправила Луценко в отставку. 4 декабря Виктор Ющенко назначил его своим советником. Место Луценко в правительстве занял член СПУ Василий Цушко.
23 февраля 2007 года Цушко обвинил Юрия Луценко в нецелевом использовании бюджетных средств (500 млн гривен) на посту министра. 2 марта Генпрокуратура возбудила уголовное дело, обвинив Луценко в злоупотреблении служебным положением: Луценко обвиняли в незаконной выдаче 51 единицы огнестрельного оружия. 27 марта Подольский районный суд Киева отменил постановление Генеральной прокуратуры о возбуждении уголовного дела.
13 марта Луценко был освобождён от должности советника президента и полностью посвятил себя созданию нового общественного движения «Народная самооборона», поставившего своей главной целью роспуск парламента и отставку правительства Украины. Луценко заявлял о «циничном» несоблюдении парламентскими партиями и блоками лозунгов и программ, обнародованных в ходе предвыборной кампании, о «реванше кучмизма в органах центральной исполнительной власти» и об «узурпации власти антинародным правительством и антикризисной коалицией». Позднее было принято решение о преобразовании движения в политическую партию путём объединения с политической партией «Вперёд, Украина!», члены которой были активными участниками движения «Народная самооборона»
.
В июле 2007 года партия «Вперёд, Украина!» в преддверии досрочных выборов в Верховную раду в присутствии президента Украины Виктора Ющенко подписала «Декларацию об объединении демократических сил» — соглашение о создании «мегаблока» национал-демократических сил Украины под названием «Наша Украина — Народная самооборона» (НУНС). Лидерами НУНС были Юрий Луценко и Вячеслав Кириленко. По итогам выборов блок «Наша Украина — Народная самооборона» занял третье место, получив 14,15 % голосов (72 места в парламенте).
В 2007—2010 годах Луценко вновь занимал пост министра внутренних дел Украины.
В 2010 году партия «Вперёд, Украина!» была переименована в политическую партию «Народная самооборона».

### Уголовное преследование (2010—2013)
9 ноября 2010 года Генеральной Прокуратурой Украины в отношении экс-министра внутренних дел Юрия Луценко было возбуждено уголовное дело и с него взята подписка о невыезде. Луценко подозревается в совершении преступления предусмотренного ст. УК ст. 191 ч. 5 (завладение государственным имуществом в особо крупных размерах путём злоупотребления служебным положением по предварительному сговору группой лиц), и ч. 3 ст. 365 (превышение служебных полномочий, повлёкшее тяжкие последствия).
13 декабря 2010 года Луценко было объявлено об окончании предварительного досудебного следствия. Однако с этого момента он ни разу не явился к следователю для ознакомления с материалами уголовного дела.
26 декабря 2010 года примерно в 13:00 Луценко был задержан сотрудниками СБУ по подозрению в затягивании ознакомления с материалами уголовного дела, неявке на допросы, а также подготовке к побегу за границу. На следующий день Печерский районный суд Киева приговорил его к аресту сроком на два месяца. Луценко был помещён в Лукьяновский СИЗО.
Позже Апелляционный суд Киева продлил срок ареста до 5 месяцев. После этого решения Луценко объявил голодовку.
В мае 2011 года Европейский суд по правам человека принял к рассмотрению дело об аресте Луценко вне очереди. Слушания назначены на апрель 2012 года.
27 января 2011 года адвокат Юрия Луценко Игорь Фомин сообщил об объединении всех трёх дел в одно производство, а также завершении досудебного следствия.
23 мая по окончании досудебного следствия и ознакомления с материалами дела стартовал судебный процесс над Юрием Луценко, рассмотрение дела началось 27 мая в Печерском районном суде города Киев.
В ходе судебного разбирательства Юрий Луценко и его адвокаты неоднократно подавали ходатайства об отводе судей, изменении меры пресечения, требовании суда присяжных, и вызова на судебное заседание в качестве свидетелей целого ряда высокопоставленных чиновников.
В ходе судебных слушаний практически все свидетели в деле Луценко категорически отказались от своих показаний, данных ими на досудебном следствии. Более того, потерпевшие в деле перестали считать себя таковыми. Генеральной прокуратурой проверялись факты давления на свидетелей со стороны защиты.
27 февраля 2012 года решением Печерского районного суда города Киева был приговорён к 4 годам лишения свободы с конфискацией всего личного имущества.
3 июля 2012 года Европейский суд по правам человека признал незаконным арест Луценко на этапе судебного разбирательства, а также признал его арест напрямую политически мотивированным.
7 апреля 2013 года президент Украины Виктор Янукович подписал Указ № 197/2013 «О помиловании осуждённых», среди которых был и Луценко. В соответствии с указом, вступившим в силу с момента подписания, Луценко был освобождён от дальнейшего отбывания основного наказания.
Годом позже, 20 марта 2014 года, уже после победы Евромайдана, Печерский районный суд Киева отменил все судебные приговоры, вынесенные против Юрия Луценко, реабилитировав его как политического заключенного. Решение было принято во исполнение принятого 28 февраля 2014 года Верховной радой закона о реабилитации незаконно осуждённых, которые были осуждены с нарушениями прав человека в период с 1 февраля 2010 до 1 марта 2014 года. Против следователя Сергея Войченко, который вёл дело Луценко, в августе 2014 года было возбуждено уголовное дело за подстрекательство судей к принятию заведомо неправосудного решения, но через год оно было закрыто из-за отсутствия доказательств.

### Политическая деятельность после освобождения
В марте 2012 года Луценко в письме из Лукьяновского СИЗО обратился к съезду партии «Батькивщина», заявив о том, что хотел бы присоединить партию «Народная самооборона» к «Батькивщине».
В апреле 2013 года, выйдя из колонии по президентской амнистии, Юрий Луценко подтвердил, что политический проект «Народная самооборона» прекратил существование в 2012 году, когда его партия в преддверии выборов в Раду слилась с «Батькивщиной». Несмотря на это, юридически партия не была распущена.
Вскоре после этого Луценко заявил о намерении создать новое гражданское движение «Третья Украинская Республика», которое, по его словам, в дальнейшем поддержит одного из кандидатов на предстоящих президентских выборах (речь на тот момент шла о выборах 2015 года). В его создании приняли участие Роман Бессмертный и Александр Третьяков. С первых дней PR-сопровождением деятельности движения и организацией его мероприятий, в том числе во время Евромайдана, занимался киевский Центр политического консалтинга, взявший на себя постоянный мониторинг медиапространства, социологические исследования, непосредственное участие в разработке идей и предложений, разработке тезисов для публичных выступлений лидеров движения, информационных и агитационных материалов.

### «Евромайдан» (2013—2014) и возвращение во власть
Ещё 13 ноября 2013 года — то есть за неделю до заявления премьер-министра Азарова о приостановлении подготовки к подписанию Украиной Соглашения об ассоциации с ЕС — Луценко призвал лидеров оппозиционных парламентских фракций начать переговоры о проведении массовых акций в случае срыва украинским руководством подготовки к подписанию Соглашения.
Начиная с 24 ноября участвовал в массовых акциях оппозиции в Киеве, выступал на митингах. 28 ноября, обращаясь к студентам, присоединившимся к протестам, призывал их «стать самостоятельной силой». Действия студенчества, по мысли Луценко, должны были сыграть важную роль в рамках акций оппозиции, а студенческая забастовка должна была охватить «большинство полумиллионного киевского студенчества и других вузов страны».
В конце декабря при создании общественной организации «Народное объединение Майдан» стал одним из сопредседателей его Совета.
28 декабря, выступая в Харькове вместе со своей женой Ириной на митинге местного Евромайдана в рамках проекта «Расширение Майдана на Восток», был облит зелёнкой.
В ночь с 10 на 11 января 2014 года, во время беспорядков у Киево-Святошинского суда, Луценко был, по его утверждению, избит бойцами милицейского спецподразделения «Беркут» и был госпитализирован с сотрясением мозга.
9 февраля, выступая на очередном «народном вече», призвал жителей Юго-Востока Украины, где, по его словам, 30-40 % голосовали за оппозицию, организовать «Восточный Майдан».
18 марта заявил о желании участвовать в выборах городского головы Киева, назначенных на 25 мая, но впоследствии отказался от участия в выборах из-за нежелания конкурировать с Виталием Кличко, которого поддержал кандидат в президенты Украины Пётр Порошенко («УДАР» и партия Порошенко «Солидарность» шли на выборы Киевского совета единым списком).
19 апреля указом исполняющего обязанности президента Украины Александра Турчинова был назначен на должность советника президента.
25 апреля Луценко призвал украинцев на президентских выборах 25 мая отдать свои голоса за Петра Порошенко. В мае он стал доверенным лицом Петра Порошенко, а после его победы был назначен его внештатным советником.
Летом 2014 года состоялся технический съезд партии Луценко «Народная самооборона», на котором были внесены изменения в устав, а партия получила новое название «Третья Украинская Республика». По словам Романа Бессмертного, который стал лидером партии с 1 июля 2014 года, реорганизация была проведена для того, чтобы партия смогла принять участие в предстоящих парламентских выборах.
«Третья Украинская Республика», однако, на выборы не пошла. 27 августа 2014 года Луценко был избран председателем партии «Солидарность». В своей речи после избрания он предложил переименовать партию в «Блок Петра Порошенко». Прибывший на съезд Порошенко дал разрешение на использование своего имени в названии партии, и решение о переименовании было принято единогласно.
В сентябре 2014 года Луценко предлагал для урегулирования конфликта в Донбассе использовать опыт Хорватии (Операция «Буря»), называя при этом самопровозглашённые ДНР и ЛНР «раковой опухолью».
3 июля 2015 года подавал в отставку с поста главы фракции «Блок Петра Порошенко» в Верховной раде. Украинские СМИ связали это с принятием накануне закона № 1558-1 о валютных кредитах, позволяющего реструктуризовать потребительские кредиты на приобретение имущества по курсу на дату заключения договора (в основном это 5 гривен за доллар, что в пять раз ниже сегодняшнего курса). Эксперты называли принятый закон «крайне популистским» и способным спровоцировать массовое банкротство банков и новый виток девальвации гривны. После консультаций с Петром Порошенко и фракцией отставка Луценко не была принята.
Генеральный прокурор Украины
12 мая 2016 года назначен Генеральным прокурором Украины. Перед этим в тот же день, ради данного назначения, Верховная рада внесла изменения в законодательство, позволяющие назначать на эту должность лиц без юридического образования и опыта работы, и сразу же опубликовала принятый закон в спецвыпуске парламентского «Голоса Украины».
В должности Генерального прокурора Украины известен противостоянием и взаимными обвинениями с Национальным антикоррупционным бюро Украины (НАБУ).
25 мая 2017 года, после того как Печерский райсуд Киева освободил из-под стражи под залог нескольких задержанных экс-руководителей налоговых органов, генпрокурор Юрий Луценко открыто пригрозил сжечь суд.
1 ноября 2018 года были введены российские санкции против 322 граждан Украины, включая Юрия Луценко.
6 ноября 2018 года заявил о готовности уйти в отставку с поста генерального прокурора Украины.
29 августа 2019 года Верховная рада Украины отправила Луценко в отставку с поста генерального прокурора Украины. На вопрос журналистов о планах на будущее, Луценко ответил, что планирует «создать Фонд поддержки украинской книги».

### Участие в боевых действиях
Во время российского вторжения на Украину призван в действующую армию и находится на передовой. Юрий Луценко в звании капитана назначен командиром взвода ударных беспилотников (БПЛА). Об этом сообщила пресс-секретарь экс-генпрокурора Лариса Сарган, сославшись на приказ главкома ВСУ Валерия Залужного. По публикациям Луценко в соцсетях на начало марта он находится на фронте в Бахмуте. В начале июля 2023 года Юрий Луценко сообщил, что он уволен из рядов ВСУ. Причиной тому стало решение ВЛК (военно-врачебной экспертизы) о дальнейшей невозможности военной службы из-за состояния здоровья (инвалидность).

## Семья
Жена Луценко, Ирина Степановна (род. 1966), с 2012 по 2014 год была народным депутатом Украины VII созыва от партии Батькивщина, с 2015 по 2019 год — народный депутат Верховной Рады VIII и IX созыва от партии «Блок Петра Порошенко/Европейская солидарность»,
представитель Президента Украины в Верховной Раде Украины с 2017 по 2019 год.
Два сына:
- Александр (род. 1989) 44 дня принимал участия в АТО, участвуя в боях за Донецкий аэропорт[85][86][87]
- Виталий (род. 1999)[88][89].

Брат — Сергей Луценко, предприниматель, народный депутат Украины VI созыва.

## Награды
За время работы главой МВД Юрий Луценко был удостоен 35 наград.
- Наградное оружие (2005) — пистолет «Форт-17»[92] от Министерства внутренних дел Украины[93]
- Орден князя Ярослава Мудрого V степени (14 декабря 2006) — за весомый личный вклад в отстаивание идеалов демократии, защиту конституционных прав и свобод граждан, активное участие в государственном строительстве[94].

## Книга
- Юрий Луценко, Мустафа Найем. По обе стороны колючей проволоки = По обидва боки колючого дроту. — Киев: А-ба-ба-га-ла-ма-га, 2014. — 208 с. — ISBN 9786175850770.